# Avenue Robert-Schuman
L'avenue Robert-Schuman est une voie du 7e arrondissement de Paris, en France.

## Situation et accès
L'avenue Robert-Schuman est une voie publique située dans le 7e arrondissement de Paris. Elle débute au 6, rue Surcouf et se termine rue Jean-Nicot.

## Origine du nom

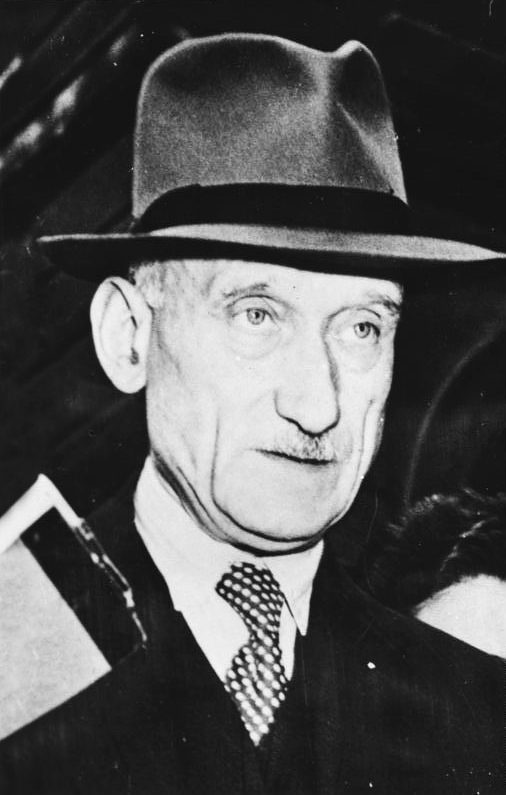
Robert Schuman, en 1949.

Elle porte le nom de l'homme d'État français Robert Schuman (1886-1963).

## Historique
Cette avenue est ouverte en 1909 sous le nom d'« avenue d'Orsay » sur le terrain d'une ancienne manufacture de tabacs et prend son nom actuel le 29 juillet 1970.

## Bâtiments remarquables et lieux de mémoire
- No 14 : chancellerie de l'ambassade du Sénégal en France.